# Villadepera
Villadepera is een gemeente in de Spaanse provincie Zamora in de regio Castilië en León met een oppervlakte van 30,11 km². Villadepera telt 221 inwoners (1 januari 2016).

## Demografische ontwikkeling
Bron: INE, 1857-2011: volkstellingen